# Szappanos István (festő)
Szappanos István (Kecskemét, 1945. augusztus 22. –) magyar festőművész, főiskolai tanár. Szappanos István kecskeméti ügyvéd, politikus dédunokája.

## Élete
Édesapja, Szappanos István a Zöldségtermesztési Kutató Intézet grafikusa, kiváló akvarellfestő volt. 1968-ban végezte tanulmányait Szegeden, a Tanárképző Főiskola, majd a Magyar Képzőművészeti Főiskola kísérleti tanárképző szakán és a JATE pedagógiai szakán is diplomát szerzett. Mesterei: Fischer Ernő, Winkler László és Cs. Pataj Mihály voltak. 1968 óta tanít. A Kecskeméti Tanítóképző Főiskola tanszékvezető tanára volt 1977-től 2000-ig. Rendszeresen szerepel hazai és nemzetközi tárlatokon. A festészet műfajai közül olaj- és pasztelltechnikával dolgozik. Vizuálpedagógiai tankönyvéből és jegyzeteiből tanulnak a főiskolai hallgatók. 1980-as években videó- és oktatófilmeket készített. Tanulmányutat tett Csehszlovákiában, Lengyelországban, Olaszországban, Svájcban, Ausztriában és Japánban. Festészetében, képeiben a látványélmény és az egyéni szubjektum nyer művészi kifejezést. A Szabad Képző és Iparművészek Országos Szövetségének tagja. A Kecskeméti Képzőművészek Közösségének és a Műhely Művészeti Egyesület tagja. Az izsáki alkotótelep művészeti vezetője. Műveit több hazai és külföldi múzeum és gyűjtemény őrzi.
A kezdetektől résztvevője a város és a megye képzőművészeti életének, évtizedekig vezette a Fényes Adolf képzőművészeti szakkört. Számtalan csoportos kiállításon szerepelt itthon és külföldön. Művészeti versenyeken gyakorta zsűrielnök.

## Elismerései
- 1969, 1979: Megyei Pedagógus Tárlatok nívódíja
- 1986: Székely Bertalan-díj
- 1988: Comenius-érem
- 1992: Magyar Felsőoktatásért Díj
- 1998: A Bükk szépsége országos tárlat I. díj
- 1999: Katona József-díj
- 2008: a Bács-Kiskun Megyei Prima Díj jelöltje

## Egyéni kiállításai
- 1970: Kalocsa
- 1981: Kecskemét
- 1983: Baja
- 1986: Kecskemét
- 1987: Kiskunfélegyháza
- 1988: Békéscsaba
- 1991: Nagoja (Japán)
  - Cegléd, Solt, Csengőd, Tiszakécske
- 1992: St. Pölten (Ausztria)
- 1994: Urava (Japán)
  - Kecskemét
- 1996: Tojota (Japán)
  - Budapest
  - Budapest (Karda Galéria)
- 1999: Heiring (Dánia)
  - Kecel
- 2000: Kecskemét (Mediters)
  - Soltvadkert
- 2001: Kecskemét (Képzőművészeti Világhét)
- 2002: Bükkzsérc
  - Csongrád
  - Szank (Erdei Ferenc Művelődési Ház)
  - Kecskemét (Forrás Galéria)
- 2004: Kecskemét „Városképek”
- 2005: Kecskemét (Cifra Palota)
  - Nagykőrös „Érzet-képek”
- 2006: Mezőkövesd
- 2007: Prága

## Róla szóló cikkek
- Babérkoszorús 60. születésnap: „Ami a növendékemnek fontos, az fontos nekem is” / Rákász Judit – (Kecskemét és környéke): Petőfi népe – 60. évf. 248. sz. (2005. okt. 22. szombat) 1., 5. o.
- A csend öröme: Szappanos István, Katona József díjas festőművész / Balanyi Károly: Köztér. – 2. évf. 11. sz. (1999. nov.) 14. o.
- Ecsete alatt tájak és zenék : Szappanos István műtermében / (k. e.) – fotó: Alföldi civil napló – 5. évf. 2. sz. (2011. márc.) 13. o.
- A festészet a szem ünnepe: Szappanos István – aki műveiben a zeneiséget és a belső fényt keresi – fotó: Alföldi régió magazin – 4. évf. 1. sz. (2012. febr.) 14. o.
- A hely szelleme, ahol e képek jól érzik magukat…: Szappanos István festőművész kiállításának megnyitása / Feledy Balázs: Szín – 18/4. (2013. aug.), 62-64. o.
- A „Hetvenkedő” Szappanos : [Int.] / Csenki Csaba – fotó: Kecskeméti lapok – 111. évf. 12. sz. (2015. nov. 26.) 14. o.
- Közel a látogatókhoz: Kecskeméti lapok – 102. évf. 16. sz. (2006. máj. 11.), 8. o.
- Művésztanár kiállítása : Szappanos István munkakedve töretlen – fotó: Petőfi népe – 68. évf. 150. sz. (2013. jún. 29.) 1. o.
- Szappanos István kiállítása : A csend hangjai: Kecskeméti lapok – 100. évf. 18. sz. (2004. máj. 13.) 16. o.
- Szappanos István kitüntetése – fotó: Grádics : a Kecskeméti Lapok és az Alföldi Lapok kulturális melléklete – 3. évf. 13. sz. (1999. nov. 11.) 4. o.
- Szín-szimfóniák: Petőfi népe – 60. évf. 231. sz. (2005. okt. 3.) 16. o.
- Egy tehetség útját egyengetve / Szappanos István Köznevelés – 39. évf. 3. sz. (1983. jan. 21.) 11–12. o.
- Vass-Eysen Ervin (belsőépítész) (1960–)
- Vizuális nevelés: Szappanos István rajzszakköre / Kada Erika Köztér – 4. évf. 1. sz. (2001. jan.) 10. o.

## Irodalmi művei
- Differenciált mozgásábrázolás az óvodában / Beerné Sántha Magdolna, Szappanos István - Kecskemét : Tanítók. Főisk., 1988 – 122 o. : ill. ; 28 cm – Borítócím: Íráselőkészítés
- Karácsonyi levél a túlpartra – Gyermekkori ünnepek képei : Akkor még nem tudtam, hogy léteznek mindennél drágább, de láthatatlan csomagok is... / Szappanos István. – Fotó Petőfi népe – 64. évf. 301. sz. (2009. dec. 24. csütörtök), 14. o.
- Módszertani példatár / Beerné Sántha Magdolna, Kovács Hajnalka, Szappanos István. – 2. átdolg. kiad. – Kecskemét : Kecskeméti Főiskola, 2001
- Rajzolás, festés, tárgyalakítás az óvónőképző intézetek számára / Szappanos István – 3. kiad. – Budapest : Tankönyvkiadó, 1989
- Szappanos István / Szappanos István – Kecskemét : Szerző, 2010 (Kecskemét : Print 2000 Kft.) Megjelent az alkotó fiának, ifj. Szappanos Istvánnak a gondozásában.

## Könyvillusztrációi
- Bács-Kiskun / [metszeteket kész. Goór Imre, Stotz Mihály, Szappanos István]. - Kecskemét : Bács-Kiskun megyei Tanács V. B. Műv. Oszt., 197?
- Beiderseits : Lesebuch zur deutschsprachigen Literatur des 20. Jahrhunderts / [Hrsg. Sarolta Lipóczi, Charlotte Ennser] ; [graphische Gestaltung István Szappanos] - Kecskemét : Pädagogische Hochschule Kecskemét, cop. 1995 (Kecskemét : Druck der Pädagogischen Hochschule Kecskemét)
- Játsszunk szépen fűvel, fával! / Sebőkné Erdős Andrea – [Kecskemét] : Kecskeméti Tanítóképző Főiskola, [1993] (Üzen a természet ; 1.)
- Ünnepek, évszakok : gyermekversek válogatott bibliográfiája / összeáll. Kiss Anna ; [ill. Szappanos István] – [Kecskemét] : Kecskeméti Tanítóképző Főiskola, 1992